# Княжья Криница (Черкасская область)
Княжья́ Крини́ца (укр. Княжа́ Крини́ця) — село в Уманском районе Черкасской области Украины.
Население по данным 2023 года составляло 785 человек. Население по переписи 2001 года составляло 1054 человека. Почтовый индекс — 19113. Телефонный код — 4746.

## Местный совет
19113, Черкасская обл., Монастырищенский р-н, с. Княжья Криница, ул. Ленина, 64